# 奈良県第2区
奈良県第2区（ならけんだいにく）は、日本の衆議院議員総選挙における選挙区。1994年（平成6年）の公職選挙法改正で設置。

## 区域

### 現在の区域
2017年（平成29年）公職選挙法改正以降の区域は以下のとおりである。2017年の区割変更により、4区が廃止されたことに伴い、2区の区域のうち、生駒市が1区へ移動し、3区のうち香芝市・磯城郡・北葛城郡が編入されている。
- 奈良市（旧都祁村域）
  - 都祁行政センター管内
- 大和郡山市
- 天理市
- 香芝市
- 山辺郡
- 生駒郡
- 磯城郡
- 北葛城郡

### 2017年以前の区域
2013年（平成25年）公職選挙法改正から2017年の小選挙区改定までの区域は以下のとおりである。
- 奈良市（旧都祁村域）
  - 都祁行政センター管内
- 大和郡山市
- 天理市
- 生駒市
- 山辺郡
- 生駒郡

1994年（平成6年）公職選挙法改正から2013年の小選挙区改定までの区域は以下のとおりである。
- 大和郡山市
- 天理市
- 生駒市
- 山辺郡
- 生駒郡

## 歴史
2005年9月11日の第44回衆議院議員総選挙（郵政解散による選挙）では、郵政造反組であった滝実（新党日本）への刺客として出馬した自民党の高市早苗が当選。滝も比例復活した。なお、この選挙で落選した民主党の中村哲治は2007年の第21回参議院議員通常選挙に同党から出馬し当選した。
2009年8月30日の第45回衆議院議員総選挙では新党日本から民主党に鞍替えした滝が、高市を破って当選した。なお、このときの高市早苗は比例復活を果たしている。
2012年12月16日の第46回衆議院議員総選挙では滝が引退を表明し、自民・民主・共産に加えて、参議院から鞍替えし日本未来の党公認で出馬した中村、日本維新の会が擁立した並河の5人による争いとなった。民主への逆風と第3極による票の分散もあって、高市が小選挙区での議席を奪回した。
その後、高市は総務大臣を2度経験し、2021年の自民党総裁選にも出馬した。総裁選では岸田文雄に及ばなかったものの、以前まで低かった知名度は総裁選を争った河野太郎や野田聖子らと同様全国区となり、同年10月31日の第49回衆議院議員総選挙にて自己最多の投票数で当選。
この区では、高市が2012年の議席奪還以降、相手候補の比例復活を許さずに当選を続けている。

## 小選挙区選出議員
| 選挙名                 | 年                 | 当選者   | 党派       |
| ---------------------- | ------------------ | -------- | ---------- |
| 第41回衆議院議員総選挙 | 1996年（平成8年）  | 滝実     | 自由民主党 |
| 第42回衆議院議員総選挙 | 2000年（平成12年） | 滝実     | 自由民主党 |
| 第43回衆議院議員総選挙 | 2003年（平成15年） | 中村哲治 | 民主党     |
| 第44回衆議院議員総選挙 | 2005年（平成17年） | 高市早苗 | 自由民主党 |
| 第45回衆議院議員総選挙 | 2009年（平成21年） | 滝実     | 民主党     |
| 第46回衆議院議員総選挙 | 2012年（平成24年） | 高市早苗 | 自由民主党 |
| 第47回衆議院議員総選挙 | 2014年（平成26年） | 高市早苗 | 自由民主党 |
| 第48回衆議院議員総選挙 | 2017年（平成29年） | 高市早苗 | 自由民主党 |
| 第49回衆議院議員総選挙 | 2021年（令和3年）  | 高市早苗 | 自由民主党 |
| 第50回衆議院議員総選挙 | 2024年（令和6年）  | 高市早苗 | 自由民主党 |

## 選挙結果
時の内閣：第1次石破内閣 解散日：2024年10月9日 公示日：2024年10月15日
当日有権者数：37万6843人 最終投票率：57.87%（前回比：0.82%） （全国投票率：53.85%（2.08%））
| 当落 | 候補者名 | 年齢 | 所属党派     | 新旧 | 得票数    | 得票率 | 惜敗率 | 推薦・支持 | 重複 |
| ---- | -------- | ---- | ------------ | ---- | --------- | ------ | ------ | ---------- | ---- |
| 当   | 高市早苗 | 63   | 自由民主党   | 前   | 128,554票 | 60.19% | ――     | 公明党推薦 | ○    |
|      | 尾崎充典 | 63   | 立憲民主党   | 新   | 36,371票  | 17.03% | 28.29% |            | ○    |
|      | 服部知佳 | 42   | 日本維新の会 | 新   | 34,354票  | 16.08% | 26.72% |            | ○    |
|      | 池田英子 | 58   | 日本共産党   | 新   | 14,313票  | 6.70%  | 11.13% |            |      |

時の内閣：第1次岸田内閣 解散日：2021年10月14日 公示日：2021年10月19日
当日有権者数：38万3875人 最終投票率：58.69%（前回比：3.80%） （全国投票率：55.93%（2.25%））
| 当落 | 候補者名 | 年齢 | 所属党派   | 新旧 | 得票数    | 得票率 | 惜敗率 | 推薦・支持 | 重複 |
| ---- | -------- | ---- | ---------- | ---- | --------- | ------ | ------ | ---------- | ---- |
| 当   | 高市早苗 | 60   | 自由民主党 | 前   | 141,858票 | 64.64% | ――     | 公明党推薦 | ○    |
|      | 猪奥美里 | 41   | 立憲民主党 | 新   | 54,326票  | 24.75% | 38.30% |            | ○    |
|      | 宮本次郎 | 46   | 日本共産党 | 新   | 23,285票  | 10.61% | 16.41% |            |      |

- 猪奥は第26回参議院議員通常選挙に奈良県選挙区から立候補し落選。

時の内閣：第3次安倍第3次改造内閣 解散日：2017年9月28日 公示日：2017年10月10日
当日有権者数：38万9051人 最終投票率：54.89%（前回比：0.51%） （全国投票率：53.68%（1.02%））
| 当落 | 候補者名 | 年齢 | 所属党派   | 新旧 | 得票数    | 得票率 | 惜敗率 | 推薦・支持 | 重複 |
| ---- | -------- | ---- | ---------- | ---- | --------- | ------ | ------ | ---------- | ---- |
| 当   | 高市早苗 | 56   | 自由民主党 | 前   | 124,508票 | 60.08% | ――     | 公明党推薦 | ○    |
|      | 松本昌之 | 34   | 希望の党   | 新   | 52,384票  | 25.28% | 42.07% |            | ○    |
|      | 霜鳥純一 | 56   | 日本共産党 | 新   | 30,356票  | 14.65% | 24.38% |            |      |

時の内閣：第2次安倍改造内閣 解散日：2014年11月21日 公示日：2014年12月2日
当日有権者数：29万5929人 最終投票率：55.40%（前回比：8.50%） （全国投票率：52.66%（6.66%））
| 当落 | 候補者名 | 年齢 | 所属党派   | 新旧 | 得票数   | 得票率 | 惜敗率 | 推薦・支持 | 重複 |
| ---- | -------- | ---- | ---------- | ---- | -------- | ------ | ------ | ---------- | ---- |
| 当   | 高市早苗 | 53   | 自由民主党 | 前   | 96,218票 | 61.31% | ――     | 公明党推薦 | ○    |
|      | 中村哲治 | 43   | 生活の党   | 元   | 38,781票 | 24.71% | 40.31% | 緑の党推薦 | ○    |
|      | 和泉信丈 | 31   | 日本共産党 | 新   | 21,937票 | 13.98% | 22.80% |            |      |

時の内閣：野田第3次改造内閣 解散日：2012年11月16日 公示日：2012年12月4日
当日有権者数：29万7375人 最終投票率：63.90%（前回比：8.70%） （全国投票率：59.32%（9.96%））
| 当落 | 候補者名 | 年齢 | 所属党派     | 新旧 | 得票数   | 得票率 | 惜敗率 | 推薦・支持     | 重複 |
| ---- | -------- | ---- | ------------ | ---- | -------- | ------ | ------ | -------------- | ---- |
| 当   | 高市早苗 | 51   | 自由民主党   | 前   | 86,747票 | 46.71% | ――     | 公明党推薦     | ○    |
|      | 並河健   | 33   | 日本維新の会 | 新   | 45,014票 | 24.24% | 51.89% | みんなの党推薦 | ○    |
|      | 百武威   | 37   | 民主党       | 新   | 22,321票 | 12.02% | 25.73% | 国民新党推薦   | ○    |
|      | 中村哲治 | 41   | 日本未来の党 | 元   | 19,200票 | 10.34% | 22.13% | 新党大地推薦   | ○    |
|      | 中野明美 | 64   | 日本共産党   | 新   | 12,444票 | 6.70%  | 14.35% |                |      |

- 並河は2013年に執行された天理市長選挙に無所属で立候補し、当選。

時の内閣：麻生内閣 解散日：2009年7月21日 公示日：2009年8月18日
当日有権者数：29万8265人 最終投票率：72.60%（前回比：1.57%） （全国投票率：69.28%（1.77%））
| 当落 | 候補者名 | 年齢 | 所属党派   | 新旧 | 得票数   | 得票率 | 惜敗率 | 推薦・支持 | 重複 |
| ---- | -------- | ---- | ---------- | ---- | -------- | ------ | ------ | ---------- | ---- |
| 当   | 滝実     | 70   | 民主党     | 前   | 98,728票 | 46.53% | ――     |            | ○    |
| 比当 | 高市早苗 | 48   | 自由民主党 | 前   | 94,879票 | 44.71% | 96.10% |            | ○    |
|      | 西ふみ子 | 74   | 日本共産党 | 新   | 15,626票 | 7.36%  | 15.83% |            |      |
|      | 田中孝子 | 54   | 幸福実現党 | 新   | 2,971票  | 1.40%  | 3.01%  |            |      |

時の内閣：第2次小泉改造内閣 解散日：2005年8月8日 公示日：2005年8月30日
当日有権者数：29万7385人 最終投票率：71.03%（前回比：10.72%） （全国投票率：67.51%（7.65%））
| 当落 | 候補者名 | 年齢 | 所属党派   | 新旧 | 得票数   | 得票率 | 惜敗率 | 推薦・支持 | 重複 |
| ---- | -------- | ---- | ---------- | ---- | -------- | ------ | ------ | ---------- | ---- |
| 当   | 高市早苗 | 44   | 自由民主党 | 元   | 92,096票 | 44.53% | ――     |            | ○    |
|      | 中村哲治 | 34   | 民主党     | 前   | 72,074票 | 34.85% | 78.26% |            | ○    |
| 比当 | 滝実     | 66   | 新党日本   | 前   | 29,995票 | 14.50% | 32.57% |            | ○    |
|      | 中野明美 | 57   | 日本共産党 | 新   | 12,657票 | 6.12%  | 13.74% |            |      |

- 高市は滝への刺客として1区から国替え。滝はその後、新党日本を離党し、無所属を経て第45回総選挙の解散直後に民主党へ。
- 中村は第21回参議院議員通常選挙に立候補し、当選。

時の内閣：第1次小泉第2次改造内閣 解散日：2003年10月10日 公示日：2003年10月28日
当日有権者数：29万6265人 最終投票率：60.31%（前回比：1.22%） （全国投票率：59.86%（2.63%））
| 当落 | 候補者名 | 年齢 | 所属党派   | 新旧 | 得票数   | 得票率 | 惜敗率 | 推薦・支持 | 重複 |
| ---- | -------- | ---- | ---------- | ---- | -------- | ------ | ------ | ---------- | ---- |
| 当   | 中村哲治 | 32   | 民主党     | 前   | 83,168票 | 48.39% | ――     |            | ○    |
| 比当 | 滝実     | 65   | 自由民主党 | 前   | 73,646票 | 42.85% | 88.55% |            | ○    |
|      | 宮本次郎 | 28   | 日本共産党 | 新   | 15,044票 | 8.75%  | 18.09% |            |      |

時の内閣：第1次森内閣 解散日：2000年6月2日 公示日：2000年6月13日
当日有権者数：29万4417人 最終投票率：59.09%（前回比：1.53%） （全国投票率：62.49%（2.84%））
| 当落 | 候補者名 | 年齢 | 所属党派   | 新旧 | 得票数   | 得票率 | 惜敗率 | 推薦・支持 | 重複 |
| ---- | -------- | ---- | ---------- | ---- | -------- | ------ | ------ | ---------- | ---- |
| 当   | 滝実     | 61   | 自由民主党 | 前   | 71,146票 | 42.39% | ――     |            | ○    |
| 比当 | 中村哲治 | 28   | 民主党     | 新   | 63,707票 | 37.96% | 89.54% |            | ○    |
|      | 伊藤正明 | 58   | 日本共産党 | 新   | 26,546票 | 15.82% | 37.31% |            |      |
|      | 岡井康弘 | 42   | 自由連合   | 新   | 6,418票  | 3.82%  | 9.02%  |            |      |

時の内閣：第1次橋本内閣 解散日：1996年9月27日 公示日：1996年10月8日
当日有権者数：29万4130人 最終投票率：57.56% （全国投票率：59.65%（8.11%））
| 当落 | 候補者名     | 年齢 | 所属党派   | 新旧 | 得票数   | 得票率 | 惜敗率 | 推薦・支持 | 重複 |
| ---- | ------------ | ---- | ---------- | ---- | -------- | ------ | ------ | ---------- | ---- |
| 当   | 滝実         | 58   | 自由民主党 | 新   | 65,679票 | 41.27% | ――     |            | ○    |
|      | 鎌田博貴     | 36   | 新進党     | 新   | 45,837票 | 28.80% | 69.79% |            |      |
|      | 宇賀神せつ子 | 57   | 日本共産党 | 新   | 24,476票 | 15.38% | 37.27% |            |      |
|      | 田中惟允     | 53   | 民主党     | 新   | 17,513票 | 11.00% | 26.66% |            | ○    |
|      | 岡井康弘     | 38   | 自由連合   | 新   | 5,641票  | 3.54%  | 8.59%  |            | ○    |